# 伊利亚·弗兰克
伊利亚·米哈伊洛维奇·弗兰克（1908年10月23日—1990年6月22日），苏联物理学家，1958年获诺贝尔物理学奖。